# Victor Sterpu
Victor Sterpu (* 14. Juni 1999) ist ein moldauischer Judoka. Er siegte 2020 bei den Judo-Europameisterschaften.

## Karriere
Sterpu kämpft seit 2017 im Leichtgewicht, der Gewichtsklasse bis 73 Kilogramm. 2018 schied er bei den Weltmeisterschaften in der Erwachsenenklasse in der dritten Runde aus. Einen Monat später wurde er Fünfter der Juniorenweltmeisterschaften. Bei den im Rahmen der Europaspiele 2019 ausgetragenen Judo-Europameisterschaften schied er in der ersten Runde aus. Im September 2019 siegte er bei den Junioreneuropameisterschaften und einen Monat später gewann er eine Bronzemedaille bei den Juniorenweltmeisterschaften. Im November 2020 siegte Sterpu bei den U23-Europameisterschaften. Zehn Tage später erreichte er das Finale bei den Europameisterschaften 2020 in Prag. Mit seinem Sieg über den Georgier Lascha Schawdatuaschwili gewann Sterpu auch den Europameistertitel in der Erwachsenenklasse.